# Los siete infantes de Lara

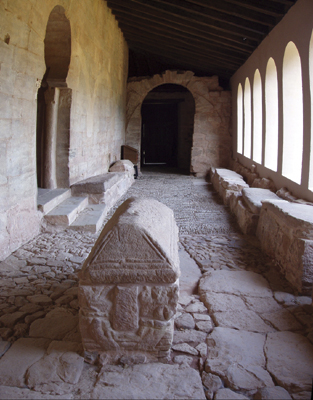
Portaleyo de Gonzalo de Berceo en el Monasterio de San Millán de Suso, con los que pasan por ser los sarcófagos de los siete infantes de Lara de la leyenda.

Los siete infantes de Lara (o de Salas) es una leyenda a partir de textos conservados en crónicas medievales, cuyo testimonio más antiguo figura en la versión ampliada de la Estoria de España compuesta durante el reinado de Sancho IV de Castilla, antes de 1289, que fue editada por Ramón Menéndez Pidal con el nombre de Primera Crónica General.
A partir del relato de las crónicas (también figura en la Crónica de 1344 o Segunda Crónica General y en una interpolación a la Tercera Crónica General cuya copia data de 1512) Ramón Menéndez Pidal encontró indicios de la existencia de un antiguo cantar de gesta desaparecido que reconstruyó parcialmente y dató hacia el año 1000, y que sería, junto con el Cantar de mio Cid y el Poema de Fernán González, uno de los más importantes cantares de gesta de la literatura castellana y el ejemplo más primitivo de épica española. La tradición ha elaborado la leyenda también en el romancero.
Los infantes de Lara eran hijos de Gonzalo Gustioz (o Gustios) y Sancha Velázquez, conocida como «Doña Sancha». La historia gira en torno a una disputa familiar entre la familia de Lara y la familia de Ruy Velázquez y su hermana Doña Sancha. El motivo más destacable es el de la venganza, principal motor de la acción.

## Descripción de la leyenda
Los hechos parece ser que se produjeron durante el Siglo X d. C. como una disputa en la nobleza castellana entre el matrimonio Doña Lambra - Ruy Velázquez y la familia Lara, en época del general musulmán Almanzor. Según la versión transmitida por la leyenda contenida en la versión sanchina de la Estoria de España, que podría recoger un antiguo cantar de gesta compuesto hacia el año 990, en el transcurso de las bodas entre Doña Lambra —natural de Bureba— y Rodrigo Velázquez de Lara, más conocido como Ruy Velázquez, y también llamado Roy Blásquez —hermano de Doña Sancha, madre de los infantes—, se enfrentan los familiares de la novia con los de Lara. De ese enfrentamiento resulta muerto Álvar Sánchez, primo de Doña Lambra, a manos de Gonzalo González, el menor de los siete infantes de Lara.

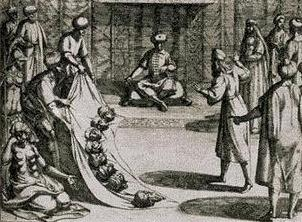
Almanzor muestra las cabezas de los siete infantes a su padre Gonzalo Gustioz. Grabado de Otto Venius, del siglo XVII.

Más adelante Gonzalo González es visto por Doña Lambra mientras se baña en paños menores, suceso que Doña Lambra, al considerarlo como una provocación sexual a propósito, interpreta como una grave ofensa. Doña Lambra, aprovechando este lance para vengar la muerte de su primo Álvar Sánchez, que no ha sido satisfecha aún, responde con otra afrenta al ordenar a su criado arrojar y manchar a Gonzalo González con un pepino relleno de sangre, ante la risa burlesca de sus hermanos. Gonzalo reacciona matando al criado de Doña Lambra, que había ido a refugiarse bajo la protección del manto de su señora, que queda asimismo salpicado de sangre.
Estos sucesos provocan la sed de venganza de Doña Lambra. Por ello, su marido Ruy Velázquez urde un plan por el que Gonzalo Gustioz, señor del enclave de Salas, es enviado a Almanzor con una carta cuyo contenido indica que sea matado el portador de la misiva. El padre de los infantes desconoce el contenido de la carta porque está escrita en árabe. Almanzor se apiada de Gonzalo Gustioz y se limita a retenerlo preso, pues considera excesivo el sufrimiento de su cautivo, que es aliviado por una hermana del propio Almanzor. De ambos nace un hijo llamado Mudarra, quien más adelante será adoptado por Sancha Velázquez, la mujer de Gonzalo Gustioz. Años más tarde este hijo, aunque bastardo, vengará, matando a Ruy Velázquez, el crimen cometido a sus hermanastros, ya que los siete hermanos de Lara habían sido dirigidos hacia una emboscada ante tropas musulmanas en la que, a pesar de su valía guerrera, son decapitados y sus cabezas remitidas a Córdoba por órdenes de su tío Ruy Velázquez. Allí serán contempladas dolorosamente por su padre Gonzalo Gustioz en uno de los plantos más emotivos de toda la epopeya castellana.

### El anillo de Gonzalo Gustios o anillo de Mudarra
En la prosificación del cantar, Gonzalo Gustios finalmente es liberado. Justo antes de partir, la hermana de Almanzor, que durante el cautiverio se había acostado con Gonzalo Gustioz, le comunica que está embarazada de él (el niño será Mudarra). Gonzalo Gustioz ve aquí una posible vía para vengarse de Ruy Velázquez, así que toma un anillo y lo rompe en dos pedazos, dándole una parte a ella y quedándose él con la otra mitad. Mudarra recibe este medio anillo como herencia, siendo posteriormente reconocido por su padre Gonzalo al juntar las dos partes y ver que encajan perfectamente. En la prosificación del cantar de la Crónica de 1344 o Segunda Crónica General, Gonzalo Gustioz queda ciego con el paso de los años, y al juntar el anillo se produce un milagro: él recupera la vista y el anillo queda unido permanentemente. En opinión de Ramón Menéndez Pidal, la trama secundaria del anillo y su uso para el reconocimiento de padre e hijo, es una de las muchas pruebas del origen germánico de la épica española. Además esta obra es un arte español que debemos considerar y leer, por su gran cultura y riqueza que muestra su contenido.

## Un probable cantar de gesta perdido
Las prosificaciones de la leyenda existentes en las crónicas alfonsíes utilizaron como fuente un cantar de gesta, hipótesis que se deduce de la abundancia de rimas asonantes y otros rasgos de estilo propios de la literatura épica que permanecen en la prosa de los relatos cronísticos. La existencia de un Cantar de los siete infantes de Lara perdido concita el consenso de los filólogos, pues los versos de la epopeya no fueron excesivamente alterados. De ahí que se hayan podido escribir reconstrucciones bastante fiables a lo que pudo ser el cantar original. Respecto a esto, Mercedes Vaquero ha rastreado señas de oralidad en los textos prosificados, lo que indicaría que en algún momento hubo un cantar que fue recitado, entonado o cantado.
El Cantar de los siete infantes de Lara o de Salas tiene como marco temporal una situación histórica que remite a la Castilla de hacia 990, lo que ha servido para datar el poema, si bien no toda la crítica acepta que el Cantar fuera compuesto hacia el año 1000, al objetarse que antecediera a los grandes ciclos de la épica francesa, de la que podría ser deudor.
A este respecto, Carlos y Manuel Alvar hacen notar que muchos de los motivos del Cantar de los infantes de Lara primitivo se relacionan más con los de la epopeya escandinava y germánica (como el Cantar de los nibelungos) que con los de los cantares de gesta románicos. Entre ellos destacan la importancia de los vínculos sanguíneos, la crueldad de las venganzas como modo de imponer una justicia individual no apoyada en instituciones sociales ni en un corpus de derecho, o la agresividad de las relaciones pasionales, que conllevan una importante carga sexual. Erich von Richtofen, en sus estudios sobre este poema épico ha advertido numerosas analogías con la epopeya del centro y norte de Europa, en particular afirma que la épica de los infantes de Lara, además de tener multitud de elementos y motivos originales castellanos, tiene muchos puntos en común con la saga de Thidrek: «la deshonra de Odila y el plan de venganza de su esposo Sifica; el concierto de éste con su amigo el gobernador; el viaje de Fridrek y de sus seis compañeros; la emboscada que les tiende el gobernador en la que hallan la muerte los siete caballeros de Wilzemburgo; además de detalles prestados a los episodios de la muerte de los harlungos Edgardo y Aki con su amo Fritila, el tema de los cráneos enviados al padre y el de la venganza del hijo de Hogni».
Según Ramón Menéndez Pidal el poema tuvo diversas versiones, algunas muy posteriores a la original. El nombre del cantar sería Los siete infantes de Salas, puesto que no se menciona el nombre de «Lara». En él Doña Lambra está casada con Ruy Velázquez. Este estudioso no asevera que todos los personajes sean históricos. Como elementos poéticos incluye a la infanta mora y el vengador Mudarra.
Alan Deyermond señala que el trasfondo argumental trasluce motivos universales y habituales del folclore, como la carta que ordena la muerte del mensajero (lugar común con un lejano precedente en la historia griega de Belerofonte, y presente más tarde en Hamlet), el amor de una joven por el prisionero hecho cautivo por su hermano o la ascendencia misteriosa del protagonista.
El crítico anglosajón aprecia que el Cantar de los siete infantes de Lara o Salas reúne un gran valor por la antigüedad y prioridad en su género y por cuanto refleja la que sería la edad heroica del nacimiento y formación de Castilla, periodo que es a su vez el momento de la gestación de la épica en los pueblos. Además, ensalza la enérgica pintura de algunos pasajes, como aquel en que Mudarra amenaza a Doña Lambra y esta intenta buscar protección:

La mala de doña Lambra para el conde ha adeliñado
en sus vestidos grandes duelos, los rabos de las bestias tajados;
llegado ha a Burgos, entrado ha en el palacio,
echose a los pies del conde e besole las manos:
«¡Merced, conde señor, fija so de vuestra prima!
[de] lo que Rodrigo fizo yo culpa non habría,
e non me desamparedes, ca pocos serían los mis días».
El conde dixo: «¡Mentides, doña alevosa sabida!
 ca todas estas traiciones vos habedes bastecidas;
vos de las mis fortalezas érades señora e reína.
Non vos atreguo el cuerpo de hoy en este día;
mandaré a don Mudarra que vos faga quemar viva
e que canes espedacen esas carnes malditas,
e, por lo que fezistes, el alma habredes perdida».

## Influencia en la literatura oral y escrita

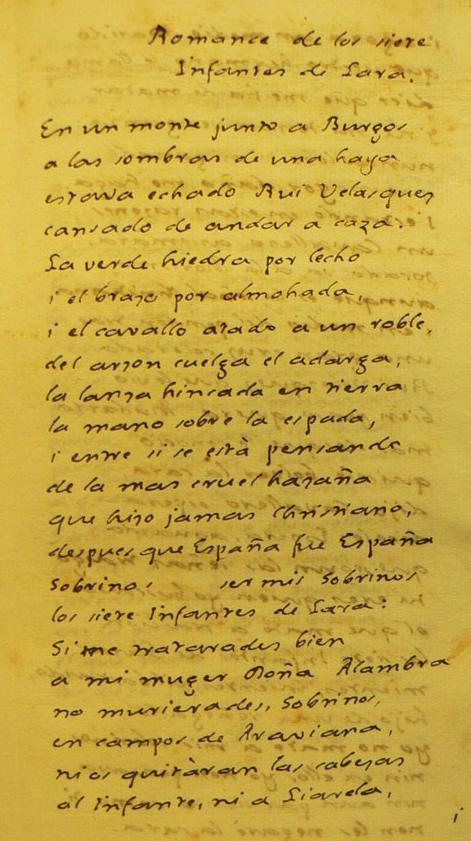
Romance manuscrito de los siete infantes de Lara. Biblioteca Nacional de la República Argentina

El cantar de los Siete Infantes de Lara, a pesar de que no se pudo conservar en ningún manuscrito (aunque Ramón Menéndez Pidal y, en menor medida, Erich von Richthofen reconstruyeron muchos de sus versos), ha tenido una gran influencia en la literatura posterior. Una lista no exhaustiva es la siguiente:
- Prosificación del cantar en Primera Crónica General, en la Crónica de 1344 o Segunda Crónica General, y en la Crónica de los Veinte Reyes.
- Fragmentación del cantar en romances. Dichos romances épicos constituyen mayoritariamente el Romancero Viejo. Actualmente se conservan 6 romances épicos sobre los infantes de Lara.
- Varias obras de teatro, entre ellas:
  - Siete Infantes, escrita por Juan de la Cueva en 1579.
  - El bastardo Mudarra, escrita en 1612 por Lope de Vega.
  - La gran tragedia de los siete Infantes de Lara, escrita por Alonso Hurtado Velarde entre 1612 y 1624.
- Los siete infantes de Lara, novela de Manuel Fernández y González, publicada en 1853.
- El moro expósito (1834), poema en verso endecasílabo del Duque de Rivas.

## Sarcófagos y sepulcros
La exhibición de reliquias de los siete infantes de las leyendas y obras literarias ha sido, desde antiguo, empeño de varios monasterios, pues la vinculación con prestigiosos héroes (ya fueran reales o ficticios) proporcionaba a estos establecimientos eclesiásticos un aumento de los recursos económicos y los peregrinos atraídos por los mismos. Así, los pretendidos sarcófagos de los siete infantes de Lara se muestran en el Monasterio de San Millán de Suso, aunque los restos que pretenden ser los de los hermanos asesinados han sido disputados por otros monasterios, como el de San Pedro de Arlanza; también la iglesia de Santa María de Salas de los Infantes afirma guardar sus cabezas, y exhibió mucho tiempo siete cráneos que eran tenidos por los de los siete hermanos; por otro lado, en la Catedral de Burgos se dice que se halla el sepulcro de Mudarra. La disputa por la posesión de reliquias de célebres héroes, conocidos legendariamente, ha sido habitual desde la Edad Media hasta nuestros días.

## Representaciones destacadas
- Teatro Español, Madrid. 1966.
- Decorados: Manuel Mampaso.
- Dirección: Adolfo Marsillach.
- Intérpretes: Nuria Torray, Gemma Cuervo, Charo Soriano, Luis Morris, Fernando Guillén, José María Rodero, Gabriel Llopart, Carlos Ballesteros.